# Patinação de velocidade nos Jogos Olímpicos de Inverno de 2010 - 10000 m masculino
As competições de 10000m masculino da patinação de velocidade nos Jogos Olímpicos de Inverno de 2010 foram disputadas no Richmond Olympic Oval em Vancouver, Colúmbia Britânica, em 22 de fevereiro de 2010.

## Medalhistas
| Ouro   | KOR Lee Seung-hoon |
| Prata  | RUS Ivan Skobrev   |
| Bronze | NED Bob de Jong    |

## Recordes
Antes desta competição, os recordes mundiais e olímpicos da prova eram os seguintes:
| Tipo | Atleta            | Tempo    | Local          | Data                    |
| ---- | ----------------- | -------- | -------------- | ----------------------- |
|      | Sven Kramer       | 12:41.69 | Salt Lake City | 10 de março de 2007     |
|      | Jochem Uytdehaage | 12:58.92 | Salt Lake City | 22 de fevereiro de 2002 |

## Resultados
| Pos.              | Par | Raia | Atleta                     | Tempo    | Diferença | Notas            |
| ----------------- | --- | ---- | -------------------------- | -------- | --------- | ---------------- |
| Medalha de ouro   | 5   | i    | KOR Lee Seung-hoon         | 12:58.55 | 0.00      | Recorde olímpico |
| Medalha de prata  | 8   | o    | RUS Ivan Skobrev           | 13:02.07 | +3.52     |                  |
| Medalha de bronze | 7   | o    | NED Bob de Jong            | 13:06.73 | +8.18     |                  |
| 4                 | 6   | i    | FRA Alexis Contin          | 13:12.11 | +13.56    |                  |
| 5                 | 7   | i    | NOR Håvard Bøkko           | 13:14.92 | +16.37    |                  |
| 6                 | 2   | o    | NOR Sverre Haugli          | 13:18.74 | +20.19    |                  |
| 7                 | 3   | i    | NOR Henrik Christiansen    | 13:25.65 | +27.10    |                  |
| 8                 | 2   | i    | USA Jonathan Kuck          | 13:31.78 | +33.23    |                  |
| 9                 | 5   | o    | NED Arjen van der Kieft    | 13:33.37 | +34.82    |                  |
| 10                | 6   | o    | GER Marco Weber            | 13:35.73 | +37.18    |                  |
| 11                | 4   | i    | JPN Hiroki Hirako          | 13:37.56 | +39.01    |                  |
| 12                | 1   | i    | USA Ryan Bedford           | 13:40.20 | +41.65    |                  |
| 13                | 4   | o    | RUS Alexander Rumyantsev   | 13:45.77 | +47.22    |                  |
| 14                | 3   | o    | POL Sebastian Druszkiewicz | 13:49.31 | +49.40    |                  |
|                   | 8   | i    | NED Sven Kramer            |          |           | DSQ              |

## Novos recordes
Um novo recorde olímpico foi estabelecido:
| Tipo | Atleta         | Tempo    | Local          | Data                    |
| ---- | -------------- | -------- | -------------- | ----------------------- |
|      | Sven Kramer    | 12:41.69 | Salt Lake City | 10 de março de 2007     |
|      | Lee Seung-Hoon | 12:58.55 | Vancouver      | 22 de fevereiro de 2010 |

Legenda
| Recorde mundial      | Recorde mundial (World record)               |                       | Recorde africano                      | Recorde africano (African) |                                           | Q | Classificado por posição (Qualified) |
| Recorde olímpico     | Recorde olímpico (Olympic record)            | Recorde da América    | Recorde da América (Americas)         | q                          | Classificado por melhor tempo (Qualified) |   |                                      |
| Melhor marca do ano  | Melhor marca do ano (World leading)          | Recorde asiático      | Recorde asiático (Asian)              | DNS                        | Não largou (Did not start)                |   |                                      |
| Recorde nacional     | Recorde nacional (National record)           | Recorde europeu       | Recorde europeu (European)            | DNF                        | Não terminou (Did not finish)             |   |                                      |
| Recorde pessoal      | Recorde pessoal do atleta (Personal best)    | Recorde da Oceania    | Recorde da Oceania (Oceania)          | DSQ / DQ                   | Desclassificado (Disqualified)            |   |                                      |
| Recorde da temporada | Recorde da temporada do atleta (Season best) | Recorde sul-americano | Recorde sul-americano (South America) | NM                         | Sem marca (No mark)                       |   |                                      |